# رقص شعبي

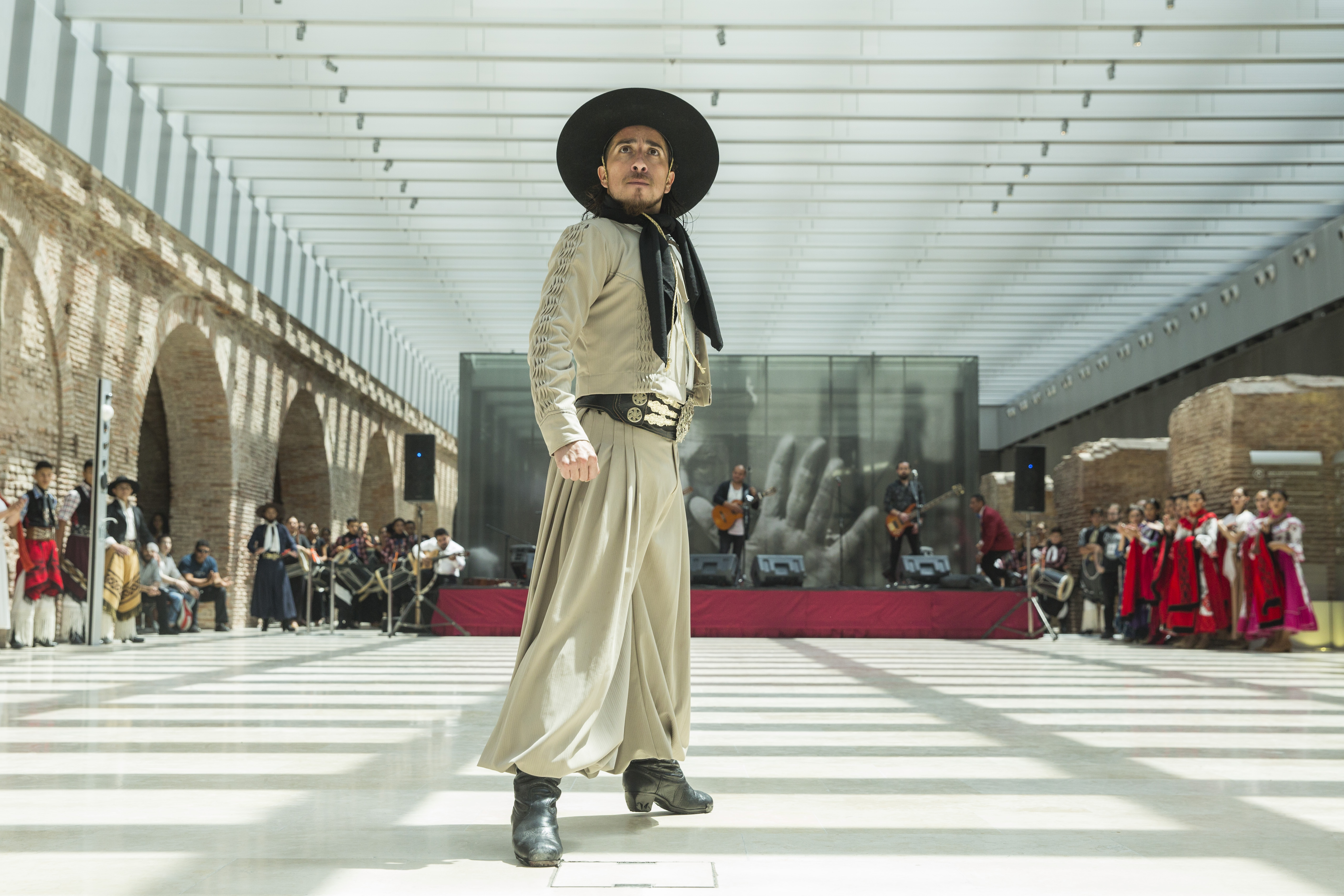
مالامبو ، الرقص الشعبي الأرجنتيني

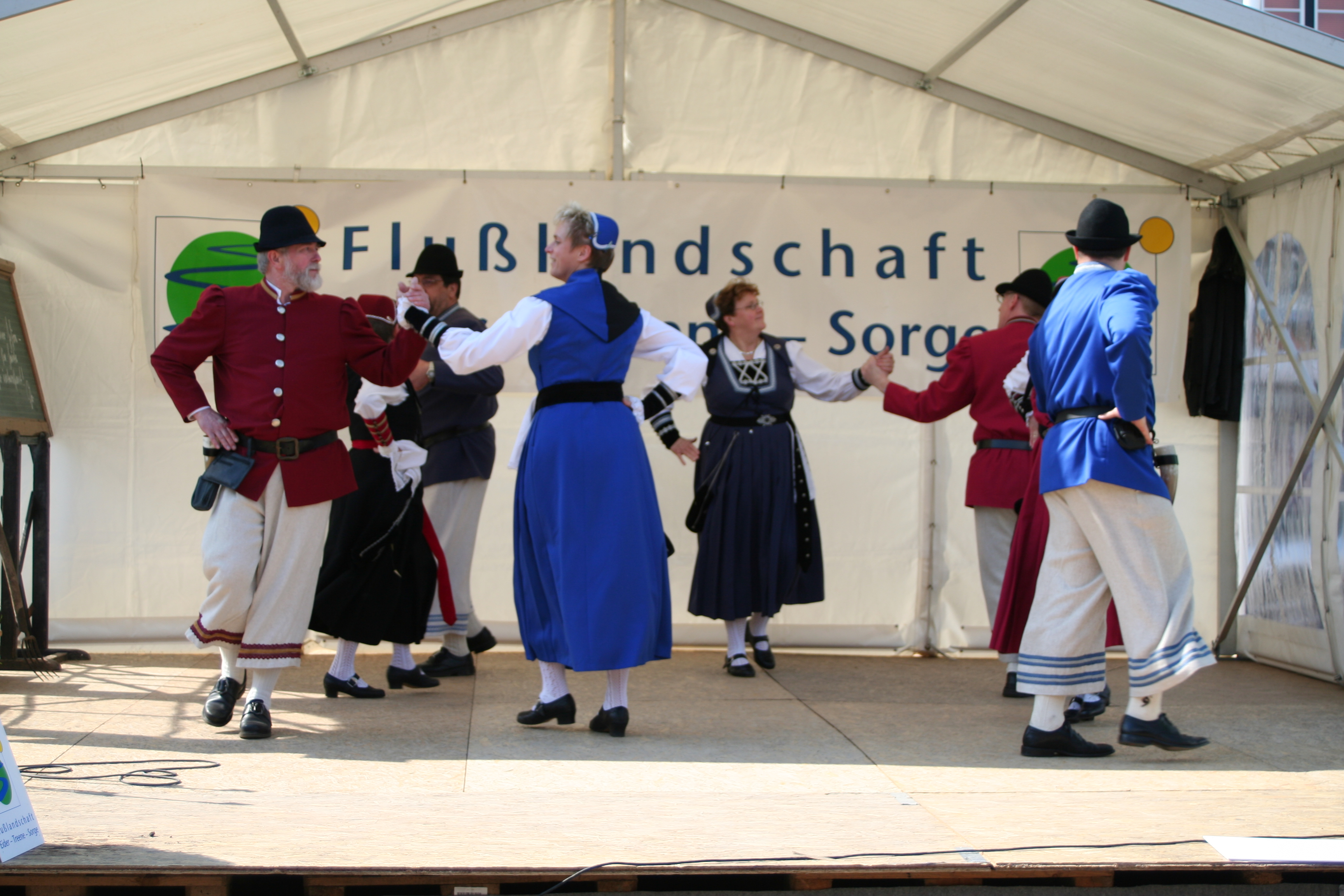
مجموعة راقصين من مدينة ديتهمارشن

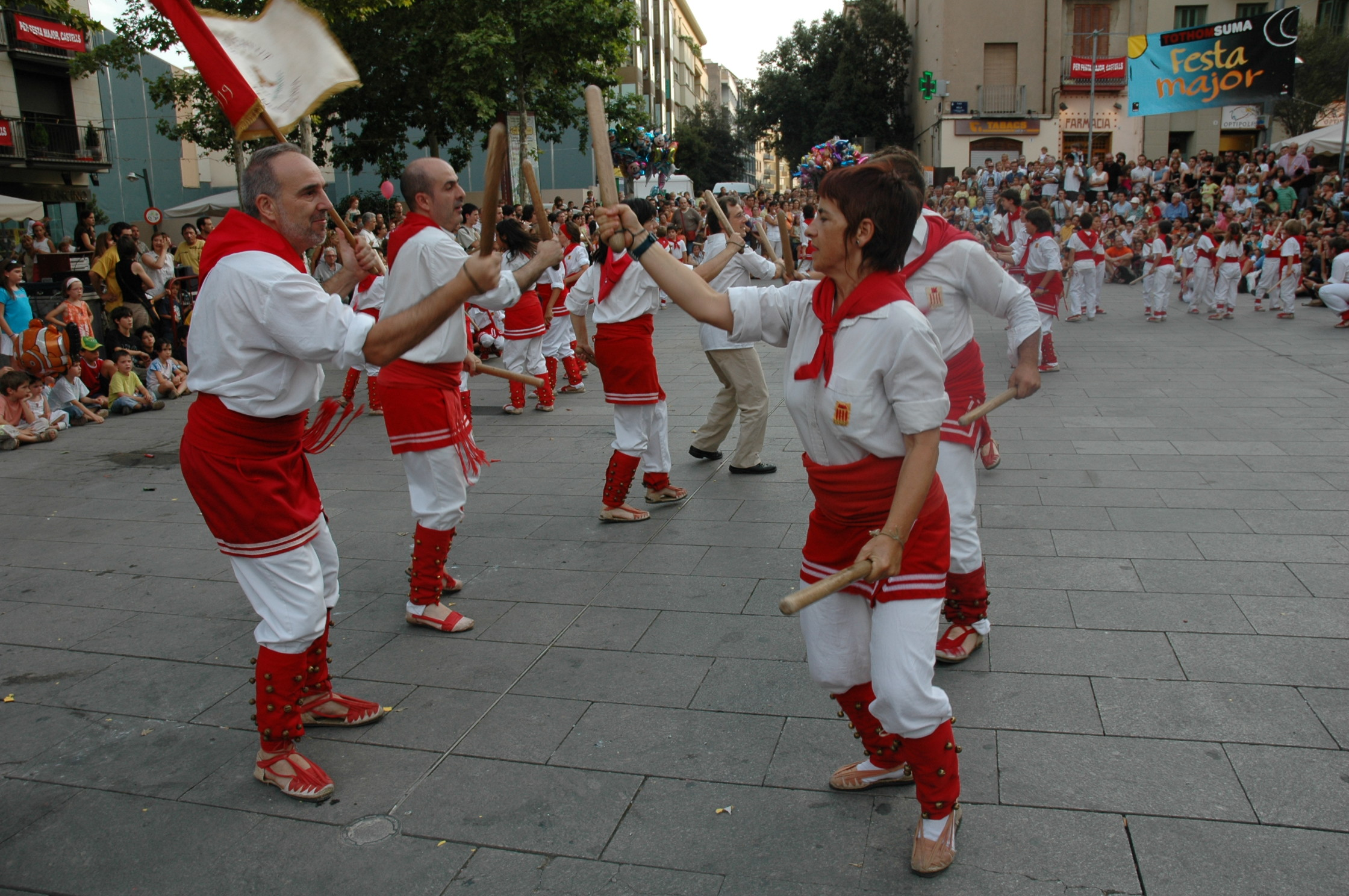
رقص شعبي

الرقص الشعبي الشكل التقليدي للرقص لدى شعب، أو مجموعة عرقية. فعلى مر التاريخ، تكاد تكون معظم الحضارات قد اتحذت لها رقصات خاصة بها. وانتقلت هذه الرقصات من جيل إلى جيل. وألّفت الشعوب أغاني راقصة، وهي ضرب من الموسيقى الشعبية لمصاحبة كثير من الرقصات.
نشأت أغلب الرقصات الشعبية شكلاً من أشكال الاحتفال، أو الشعائر الدينية أو طريقة للسيطرة على قوى خفية. وبنيت أشكال وحركات كثير من هذه الرقصات على معتقدات خرافية. فمثلاً، كان عدد من الرقصات الشعبية القديمة يُؤدى في دائرة، لاعتقاد البعض أن لهذا الشكل قوى سحرية. وفي بعض الثقافات القديمة كان هناك اعتقاد بأن الحركة الدائرية تجلب الحظ السعيد أو تبعد السوء. استخدمت الشعوب القديمة رقصات للاحتفال بالمناسبات كالولادة، والزواج، والموت. كما كانت هناك رقصات أخرى، تؤدّى لعلاج الأمراض أو لنيل الخيرات، كمحاصيل وفيرة، أو للاحتفال بالنصر في موقعة. ونشأت رقصة التارانتيلا الإيطالية في الأصل وسيلة لعلاج لسعة العنكبوت السام. ورقصة السيف الأسكتلندية للاحتفال بالانتصار في الحرب. أما رقصة مورِيس الإنجليزية فهي في الأصل رقص الخصوبة. وما زالت تؤديها فرق خاصة مدربة من الرجال أو النساء.
مع مرور السنين، فقدت أكثر الرقصات الشعبية مدلولها الأصلي وأصبحت تؤدى للتسلية.وفي بعض الدول العربية اليوم هناك ما يسمى بفِرق الفنون الشعبية التابعة لقطاعات الدولة، وهي تؤدي الرقص الشعبي أداء يتناسب مع لون العروض التي تقدم، فهناك رقصة البمبوطية وهناك رقصة الصيادين ورقصة ليلة الزفاف… إلخ وكلها رقصات تعبيرية مصحوبة بالأغاني والموسيقى المناسبتين لها، وهناك أيضًا فرق الطبل البلدي، أو الرقص البلدي المصاحبة للمزمار ويؤدي فيها الراقصون أدوارًا ممتعة مصاحبة للعصي أحيانًا وبعض الأغاني الشعبية الخفيفة، وهكذا تكثر هذه الفرق يومًا بعد يوم كثرة تأتي من استحداث كل محافظة أو جهة أو فئة من الفئات لونًا من الرقص يناسبها ويعبر عن ثقافتها، فهناك في مصر مثلا فرق أهل الصعيد وفرق أهل بحري (أي شمال مصر) وفرق السواحل وفرق الفلاحين وفرق قصور الثقافة المختلفة.

## معرض الصور
- راقِصُون يؤدون رقصة كورتينك.

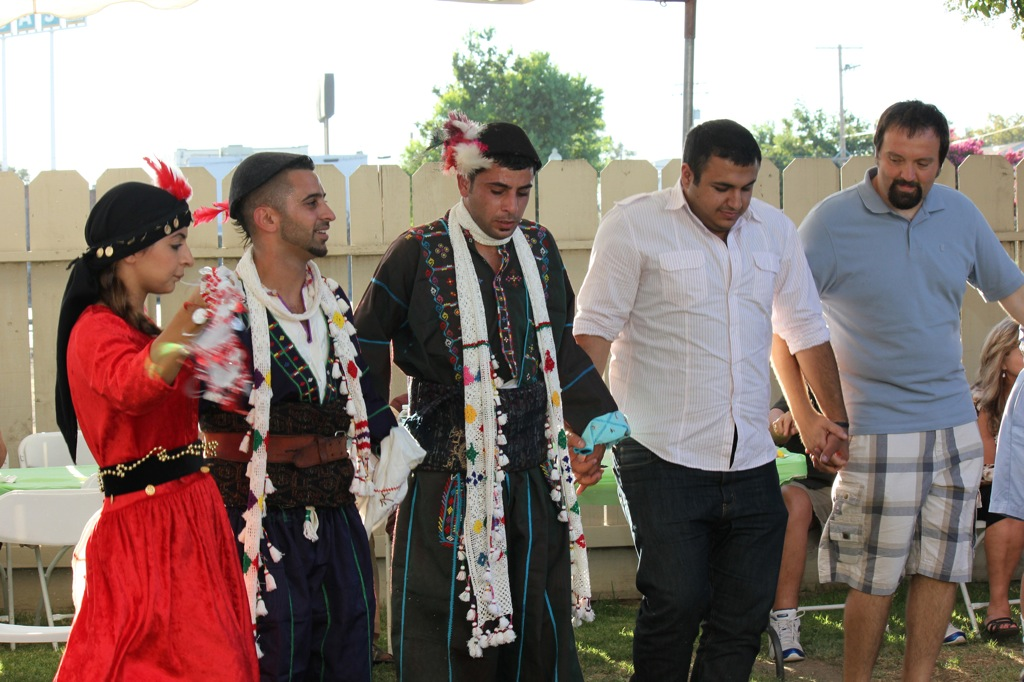
آشُوريون يؤدون رقصة خكا.
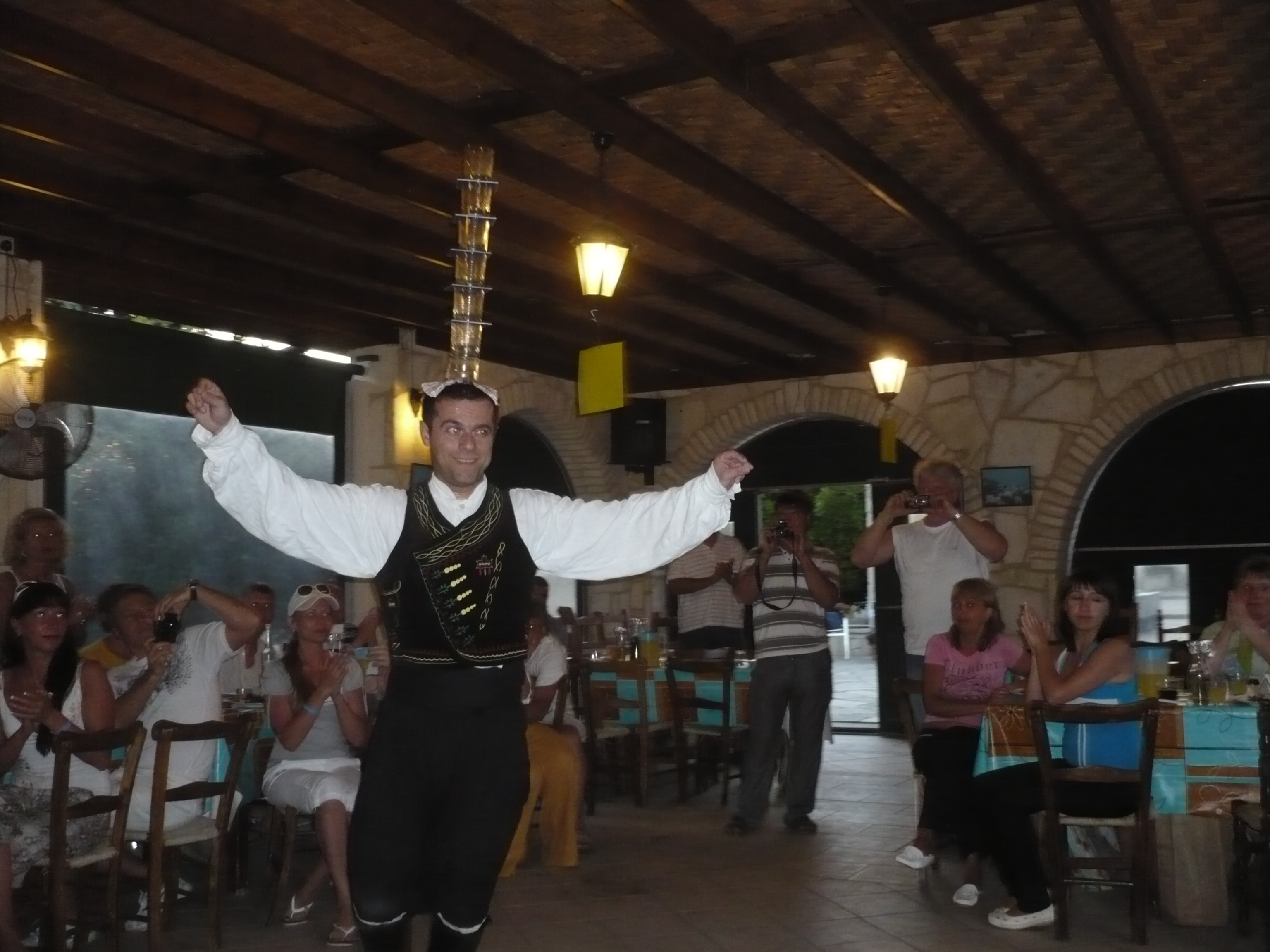
الرقص الشعبي القُبرصي والنظارات في بافوس.
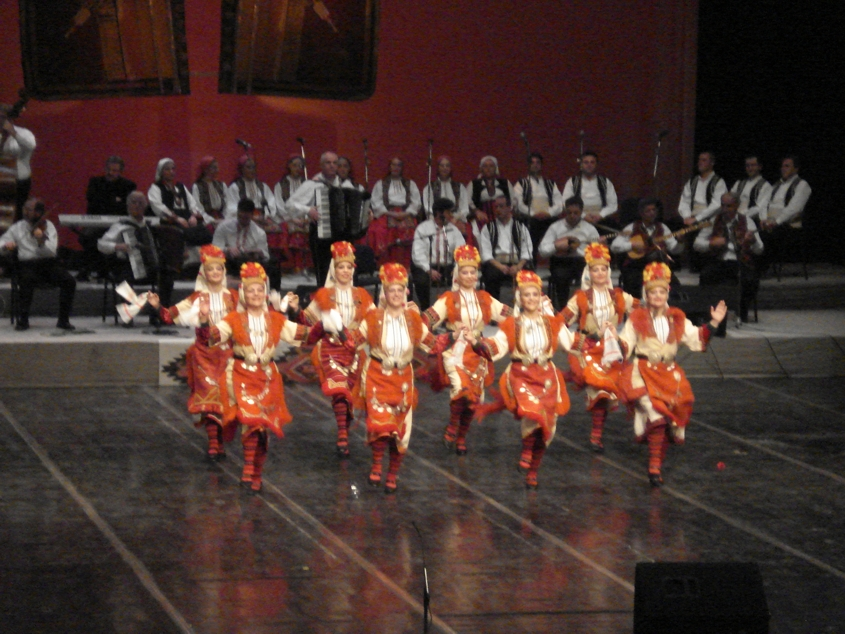
فتيات يرقُصنَ الرقص الشعبي المقدوني.
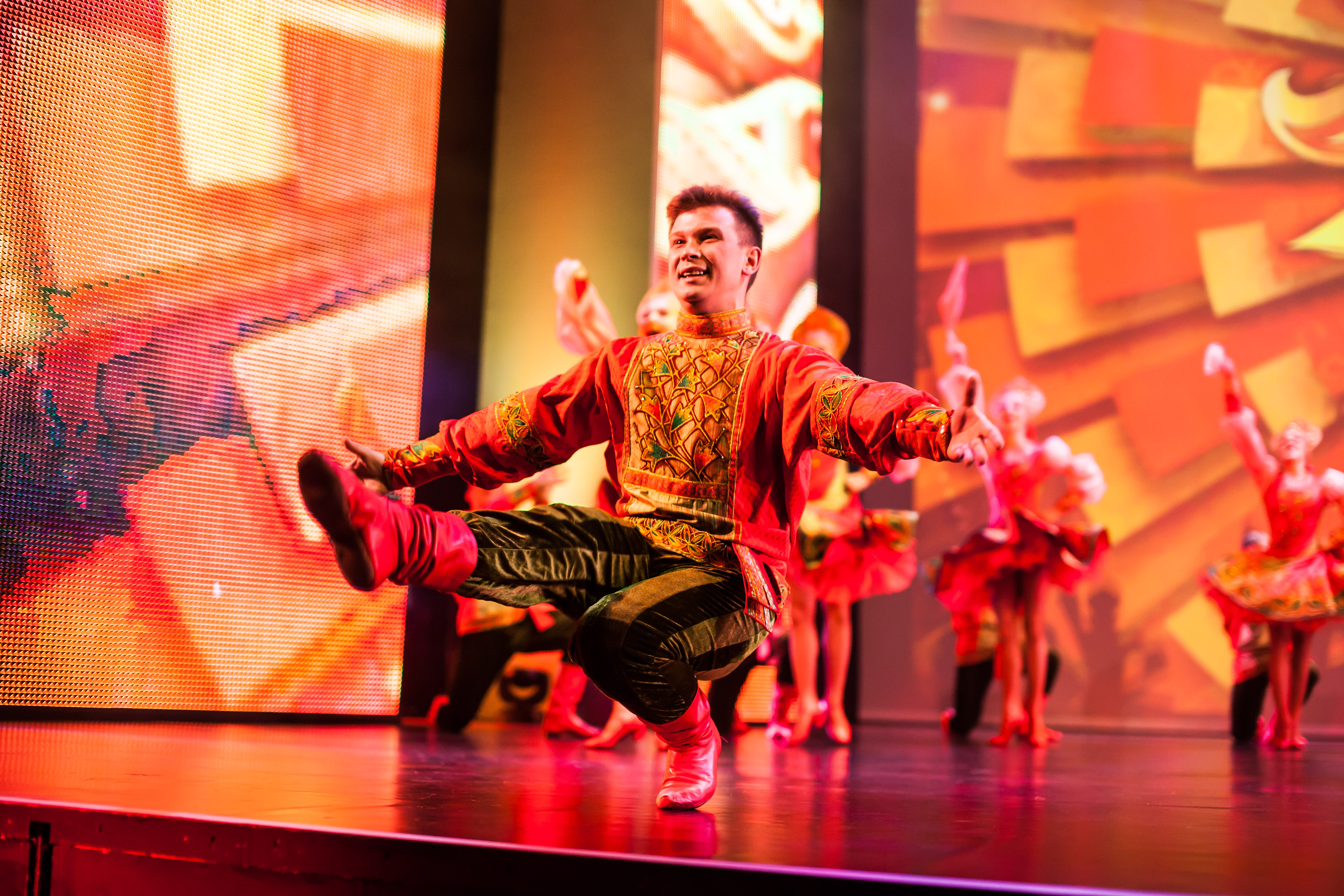
الرقص الشعبي الروسي التقليدي.